# Andreas Gregor
Andreas Gregor (Dresda, 27 aprile 1955) è un ex canottiere tedesco.

## Palmarès

### Olimpiadi
- 1 medaglia:
  - 1 oro (Mosca 1980 nel quattro con)

### Mondiali
- 4 medaglie:
  - 4 ori (Amsterdam 1977 nel quattro con; Hamilton 1978 nel quattro con; Bled 1979 nel quattro con; Lucerna 1982 nel quattro con; Duisburg 1983 nel due con)